# Castianeira variata
Castianeira variata là một loài nhện trong họ Corinnidae.
Loài này thuộc chi Castianeira. Castianeira variata được Willis J. Gertsch miêu tả năm 1942.